# Polkovnitxi
Polkovnitxi (en rus: Полковничий) és un khútor del krai de Krasnodar, a Rússia. Es troba als vessants meridionals de l'extrem oest del Caucas occidental, al curs alt del riu Djubga, a 45 km al nord-oest de Tuapsé i a 71 km al sud de Krasnodar, la capital.
Pertany al municipi de Djubga.